# Qutb ad-Din Muhammad
Qutb ad-Din Muhammad (auch Qutb ad-Din Abu ’l-Fath Arslan-Tegin Muhammad, Quṭb ad-Dīn Abū ’l-Fatḥ Arslan-Tegin Muḥammad oder Muhammad I.) aus der Dynastie der Anuschteginiden war ungefähr 1098 bis 1127/28 Choresm-Schah in Gurgandsch und Herrscher des zentralasiatischen Choresmien.
Sein Vater, Anusch-Tegin Ghartschai, wurde als türkischer Militärsklave im Dienste der Großseldschuken ungefähr 1077 Gouverneur der Provinz Choresmien. Im Jahre 1097 folgte ihm Ekintschi b. Qotschqar (Ekinči b. Qočqar), der durch den seldschukischen Sultan Berk-Yaruq kurzfristig als „Choresm-Schah“ eingesetzt wurde. Noch im selben Jahr konnte sich Qutb ad-Din Muhammad als Nachfolger seines Vaters durchsetzen.
Während seiner rund 30-jährigen Regierung schaffte es Qutb ad-Din Muhammad, als stets treuer Vasall der Seldschuken, seine Macht so weit zu festigen, dass sein Sohn Ala ad-Din Atsiz 1127 oder 1128 ohne Probleme Amt und Titel des Vaters erben konnte. Damit begründete Qutb ad-Din Muhammad die Dynastie der Anuschteginiden.